# Pseudathrips
Pseudathrips is een geslacht van vlinders van de familie tastermotten (Gelechiidae).

## Soorten
- P. amseli (Povolny, 1981)
- P. buettikeri Povolny, 1986
- P. irritans Povolny, 1989
- P. similis (Povolny, 1981)
- P. sisterina Povolny, 1989